# Драган Цанков
Драган Цанков (буг. Драган Киряков Цанков; Свиштов, 9. новембар 1828 — Софија, 24. март 1911) био је бугарски политичар и први премијер Либералне странке.

## Биографија
Рођен је 9. новембра 1828. у Свиштову. У почетку је био државни службеник у администрацији Османског царства, који је 1850. стекао репутацију као присталица бугарске грчке католичке цркве. Његов лист Bũlgaria појавио се у Константинопољу 1859. године и заступао је његове верске ставове. Лист је финансирала Француска, са аргументом да је унијат са Римом једино решење за Бугарску. Цанков, којег су школовали исусовци, помогао је у формирању бугарске гркокатоличке цркве 1861. године.
Касније се повезао са покретом за независност. Цанков се у почетку противио априлском устанку, али је убрзо променио мишљење и почео да буде активан у подршци независности. Током кратког периода руске администрације у Бугарској био је заменик Најдена Герова у гувернерству Свиштова. Водећа личност у напорима ка независности, постао је поштован као глас умереног либерализма, пошто је био спреман да сарађује са конзервативцима након 1879.
После неколико неуспелих покушаја да се формира администрација коју воде конзервативци, Цанков је именован за премијера 7. априла 1880. године са плановима за широк спектар реформи. Његове нове реформе, које су подразумевале успостављање полиције, ограничиле су права муслимана и покушаји да ограниче моћ бугарске православне цркве узбуниле су Александра I Батенберга, који се плашио могућности либералне револуције. Уследила је серија спољнополитичких грешака које су укључивале односе са Аустроугарском (углавном узроковане недостатком комуникације између Цанкова и цара) и његово министарство је било принуђено да поднесе оставку пре завршетка године.
У почетку је имао разумевања о државном удару 1881. године, иако је на крају позвао своје присталице да се свим правним средствима супротставе новом систему, што је резултирало тиме да је стављен у кућни притвор. Међутим, неуспех војне владавине натерао је Александра да обнови цивилну владу, а Цанков се вратио као премијер 19. септембра 1883. на челу коалиционе владе. Друго правило Цанкова сматрало се углавном транзиционим, а видело се и раздвајање Либералне странке, при чему је Петко Каравелов стекао велику подршку. Он је заменио Цанкова на месту премијера 1884.
Након уклањања са функције, Цанков се раздвојио и основао властиту странку, напредни либерали. Остао је важна личност у бугарској политици све до своје смрти, 24. марта 1911.